# Турмаганбет
Турмаганбет (каз. Тұрмағанбет, до 1997 г. — Ленино) — село в Кармакшинском районе Кызылординской области Казахстана. Административный центр и единственный населённый пункт Дауылкольского сельского округа. Код КАТО — 434639100.

## Население
В 1999 году население села составляло 2347 человек (1205 мужчин и 1142 женщины). По данным переписи 2009 года, в селе проживало 2240 человек (1138 мужчин и 1102 женщины).

## Уроженцы
- Рустембеков, Кошеней